# تحریر تمهید القواعد
تحریر تمهید القواعد کتابی از عبدالله جوادی آملی در شرح تمهید القواعد است که در سال ۱۳۷۲ منتشر شد. 

## جوایز
این کتاب در مراسم کتاب سال جمهوری اسلامی ایران به‌عنوان کتاب شایسته تقدیر معرفی شد.